# Shahrokh Bayani
Shahrokh Bayani (sinh 31 tháng 12 năm 1960) là một cựu tiền vệ người Iran đã từng thi đấu tại Cúp bóng đá châu Á 1984. Ông đã từng thi đấu cho các câu lạc bộ Esteghlal, Pirouzi FC, Al-Shamal, Zob Ahan và đội tuyển bóng đá quốc gia Iran.

## Thống kê
| Năm  | Trận | Bàn thắng |
| ---- | ---- | --------- |
| 1984 | 9    | 3         |
| 1985 | 4    | 1         |
| 1986 | 7    | 2         |
| 1989 | 5    | 1         |
| 1990 | 6    | 1         |
| Tổng | 31   | 8         |

## Danh hiệu

### Quốc gia
- AFC Asian Cup

Hạng tư (1): 1984